# Dalbergia assamica
Dalbergia assamica är en ärtväxtart som beskrevs av George Bentham. Dalbergia assamica ingår i släktet Dalbergia, och familjen ärtväxter. IUCN kategoriserar arten globalt som livskraftig. Inga underarter finns listade i Catalogue of Life.